# Илус, Вяйно Эдуардович
Вяйно Эдуардович Илус (эст. Väino Ilus, род. 8 декабря 1929, Вильянди) — эстонский и советский писатель. Заслуженный писатель Эстонской ССР (1979).

## Биография
Родился в рабочей семье. В 1946 году получил профессию слесаря. Работал в Маарду, на фосфоритовом производстве, на Тоотском торфяном заводе, в 1949—1951 годах редактор газеты в Пярну «Тёрахва Хяэль», в 1951—1953 годах — секретарь и редактор газеты политического отдела тракторной станции в Тыстамаа.
В 1956 году заочно окончил Таллинскую среднюю школу № 2.
С 1957 по 1961 год руководил литературного отдела газеты «Sirp ja Vasara», а с 1965 по 1966 год — заместитель редактора. С 1961 по 1981 год работал в редакции Looming, а с 1968 по 1974 год был заместителем главного редактора.
Член Союза писателей СССР с 1958 года. Член КПСС с 1952 по 1991 год. В 1957 году окончил Республиканскую партийную школу.
Лауреат Литературной премии Эстонской ССР имени Юхана Смуула (1977).